# Magnolia hamorii
Magnolia hamorii este o specie de plante din genul Magnolia, familia Magnoliaceae, descrisă de Howard. Conform Catalogue of Life specia Magnolia hamorii nu are subspecii cunoscute.